# Lista siturilor arheologice din județul Dâmbovița - R
Lista siturilor arheologice din județul Dâmbovița - R conține toate siturile arheologice din județul Dâmbovița înscrise în Repertoriul Arheologic Național (RAN) și aflate în localități al căror nume începe cu litera R. RAN este administrat de Ministerul Culturii și Patrimoniului Național și cuprinde date științifice, cartografice, topografice, imagini și planuri, precum și orice alte informații privitoare la zonele cu potențial arheologic, studiate sau nu, încă existente sau dispărute.
Puteți căuta un sit din localitățile care încep cu litera R folosind formularul de mai jos sau puteți naviga prin toate siturile din județ la Lista siturilor arheologice din județul Dâmbovița.
| Cod RAN                                  | Denumire | Localitate                         | Adresă                            | Datare                           | Descoperit | Coordonate | Imagine           | Erori            |
| ---------------------------------------- | --- | ---------------------------------- | --------------------------------- | -------------------------------- | ---------- | ---------- | ----------------- | ---------------- |
| 67808.01.01 (Cod LMI: DB-I-s-B-17120)    | Așezarea medievală de la Raciu - "Tapa" / ansamblu anonim (Categorie: locuire civilă) (Tip: Așezare)                                                    | sat Raciu, comuna Raciu            | Tapa                              | sec. XIV - XIX                   |            |            | Încărcați imagine | Raportați eroare |
| 69045.01.01 (Cod LMI: DB-I-m-B-17124.03) | Situl arheologic de la Ragu - "Fântâna lui Ion Poștașu zis Bâlcă" / ansamblu anonim (Categorie: locuire civilă) (Tip: Așezare)                          | sat Ragu, comuna Uliești           | Fântâna lui Ion Poștașu zis Bâlcă | Tei                              |            |            | Încărcați imagine | Raportați eroare |
| 69045.01.02 (Cod LMI: DB-I-m-B-17124.02) | Situl arheologic de la Ragu - "Fântâna lui Ion Poștașu zis Bâlcă" / ansamblu anonim (Categorie: locuire civilă) (Tip: Așezare)                          | sat Ragu, comuna Uliești           | Fântâna lui Ion Poștașu zis Bâlcă | dacilor liberi sec. II - III     |            |            | Încărcați imagine | Raportați eroare |
| 69045.01.03 (Cod LMI: DB-I-m-B-17124.01) | Situl arheologic de la Ragu - "Fântâna lui Ion Poștașu zis Bâlcă" / ansamblu Siliștea satului Câineni (Categorie: locuire civilă) (Tip: Așezare rurală) | sat Ragu, comuna Uliești           | Fântâna lui Ion Poștașu zis Bâlcă | sec. XVII - XVIII                |            |            | Încărcați imagine | Raportați eroare |
| 69045.02.01 (Cod LMI: DB-I-m-B-17125.02) | Situl arheologic de la Ragu - "Islaz" / ansamblu anonim (Categorie: locuire civilă) (Tip: Așezare)                                                      | sat Ragu, comuna Uliești           | Islaz                             | Tei                              |            |            | Încărcați imagine | Raportați eroare |
| 69045.02.02 (Cod LMI: DB-I-m-B-17125.01) | Situl arheologic de la Ragu - "Islaz" / ansamblu anonim (Categorie: locuire civilă) (Tip: Așezare)                                                      | sat Ragu, comuna Uliești           | Islaz                             | sec. XVII - XVIII                |            |            | Încărcați imagine | Raportați eroare |
| 68636.01.01 (Cod LMI: DB-I-s-B-17126)    | Așezarea Tei de la Răcari- Cartier Țepeș Vodă / ansamblu anonim (Categorie: locuire civilă) (Tip: Așezare)                                              | oraș Răcari                        | Cartier Țepeș Vodă                | Tei mil. II a.Hr.                |            |            | Încărcați imagine | Raportați eroare |
| 65440.01.01 (Cod LMI: DB-I-s-B-17128)    | Așezarea romană de la Răzvad - "Răzvadu de Jos" / ansamblu anonim (Categorie: locuire civilă) (Tip: Așezare)                                            | sat Răzvad, comuna Răzvad          | Proprietatea Ciulei Gheorghe      | sec. II - III                    |            |            | Încărcați imagine | Raportați eroare |
| 65440.02.01 (Cod LMI: DB-I-s-B-17129)    | Ruinele curții domnești de la Răzvad - "Curtea lui Socol" / ansamblu anonim (Categorie: locuire civilă) (Tip: Curte domnească)                          | sat Răzvad, comuna Răzvad          | Curtea lui Socol                  | sec. XVII                        |            |            | Încărcați imagine | Raportați eroare |
| 66508.01.01 (Cod LMI: DB-I-m-B-17121.03) | Situl arheologic de la Racovița - "La nucii grecului" / ansamblu anonim (Categorie: locuire civilă) (Tip: Așezare)                                      | sat Racovița, comuna Bucșani       | La nucii grecului                 | Tei                              |            |            | Încărcați imagine | Raportați eroare |
| 66508.01.02 (Cod LMI: DB-I-m-B-17121.02) | Situl arheologic de la Racovița - "La nucii grecului" / ansamblu anonim (Categorie: locuire civilă) (Tip: Așezare)                                      | sat Racovița, comuna Bucșani       | La nucii grecului                 | geto-dacică sec. III - I a. Chr. |            |            | Încărcați imagine | Raportați eroare |
| 66508.01.03 (Cod LMI: DB-I-m-B-17121.01) | Situl arheologic de la Racovița - "La nucii grecului" / ansamblu anonim (Categorie: locuire civilă) (Tip: Așezare)                                      | sat Racovița, comuna Bucșani       | La nucii grecului                 | Ipotești - Cândești sec. V - VI  |            |            | Încărcați imagine | Raportați eroare |
| 66508.02.01 (Cod LMI: DB-I-m-B-17122.02) | Situl arheologic de la Racovița - "Valea grecului" / ansamblu anonim (Categorie: locuire civilă) (Tip: Așezare)                                         | sat Racovița, comuna Bucșani       | Valea grecului                    | Gumelnița                        |            |            | Încărcați imagine | Raportați eroare |
| 66508.02.02 (Cod LMI: DB-I-m-B-17122.01) | Situl arheologic de la Racovița - "Valea grecului" / ansamblu anonim (Categorie: locuire civilă) (Tip: Așezare)                                         | sat Racovița, comuna Bucșani       | Valea grecului                    | Brătești                         |            |            | Încărcați imagine | Raportați eroare |
| 66508.03.01 (Cod LMI: DB-I-s-B-17123)    | Așezarea daco-romană de la Racovița - "Valea grecului" / ansamblu anonim (Categorie: locuire civilă) (Tip: Așezare)                                     | sat Racovița, comuna Bucșani       | Valea grecului                    | daco-romană sec. IV              |            |            | Încărcați imagine | Raportați eroare |
| 66296.01                                 | Locuirea preistorică de la Râu Alb de Jos - "Școala de Jos" / ansamblu anonim (Categorie: locuire)                                                      | sat Râu Alb de Jos, comuna Râu Alb | Școala de Jos                     |                                  |            |            | Încărcați imagine | Raportați eroare |
| 66296.01                                 | Locuirea preistorică de la Râu Alb de Jos - "Școala de Jos" / ansamblu anonim (Categorie: locuire)                                                      | sat Râu Alb de Jos, comuna Râu Alb | Școala de Jos                     |                                  |            |            | Încărcați imagine | Raportați eroare |
| 66296.01.01                              | Locuirea preistorică de la Râu Alb de Jos - "Școala de Jos" / ansamblu anonim (Categorie: locuire) (Tip: Locuire)                                       | sat Râu Alb de Jos, comuna Râu Alb | Școala de Jos                     |                                  |            |            | Încărcați imagine | Raportați eroare |
| 66303.01.01                              | Necropola de la Râu Alb de Sus / ansamblu anonim (Categorie: descoperire funerară) (Tip: Necropolă)                                                     | sat Râu Alb de Sus, comuna Râu Alb | Nepreciza                         |                                  |            |            | Încărcați imagine | Raportați eroare |
| 66508.04.01                              | Conacul familiei Racovița de la Racovița - "Movila" / ansamblu anonim (Categorie: construcție) (Tip: Conac)                                             | sat Racovița, comuna Bucșani       | Movila                            | 1750                             |            |            | Încărcați imagine | Raportați eroare |
| 69376.01.01 (Cod LMI: DB-I-s-A-17127)    | Brazda lui Novac de Nord-Pădurea Răscăieți / ansamblu anonim (Categorie: fortificație) (Tip: Limes)                                                     | sat Răscăeți, comuna Răscăeți      | Pădurea Răscăieți                 | sec. IV p.Chr.                   |            |            | Încărcați imagine | Raportați eroare |
| 68501.01.01                              | Siliștea medievală de la Românești / ansamblu vechea vatră a satului Tătulești (Categorie: locuire) (Tip: Siliște)                                      | sat Românești, comuna Potlogi      |                                   | sec. XVII-XVIII                  |            |            | Încărcați imagine | Raportați eroare |
| 68636.02.01                              | Așezarea din epoca bronzului de la Răcari- Cota 130,9 m / ansamblu anonim (Categorie: locuire) (Tip: Așezare)                                           | oraș Răcari                        | Cota 130,9 m                      |                                  |            |            | Încărcați imagine | Raportați eroare |
| 68725.01.01                              | Situl arheologic de la Runcu- Siliște / ansamblu anonim (Categorie: locuire) (Tip: Siliște)                                                             | sat Runcu, comuna Runcu            | Siliște                           | sec. XV-XVIII                    |            |            | Încărcați imagine | Raportați eroare |
| 68725.01.02                              | Situl arheologic de la Runcu- Siliște / ansamblu anonim (Categorie: locuire) (Tip: necropola)                                                           | sat Runcu, comuna Runcu            | Siliște                           | sec. XV-XVIII                    |            |            | Încărcați imagine | Raportați eroare |